# Aldo Allievi
Aldo Allievi (11 ottobre 1927 – Cantù, 23 marzo 2011) è stato un dirigente sportivo italiano.
Fu presidente della Pallacanestro Cantù in due periodi: dal 1958 al 1960 e dal 1969 al 1995. Sotto la sua presidenza, la squadra vinse due Coppe Campioni (1982 e 1983), quattro Coppe Korać (1973, 1974, 1975 e 1991), quattro Coppe delle Coppe (1977, 1978, 1979, 1981), due Coppe Intercontinentali (1975, 1982), due scudetti (1974-1975 e 1980-1981).
Allievi divenne presidente per la prima volta nel 1958, quando l'imprenditore Ettore Casella acquisì la proprietà della squadra canturina. Rimase presidente per due anni, divenendo poi dirigente esecutivo e cedendo il posto a Erminio Casella, figlio di Ettore. Allievi divenne proprietario della Pallacanestro Cantù nel 1969, tornando a ricoprire la carica di presidente. 
Fu l'ideatore del "College Cantù", che ospitava i giovani giocatori italiani più promettenti del panorama cestistico (ad esempio: Pier Luigi Marzorati, Carlo Recalcati, Antonello Riva, Fabrizio Della Fiori). L'idea fu vincente, perché permise di creare una squadra con molti giocatori italiani provenienti principalmente dal vivaio del settore giovanile; Cantù riuscì infatti ad arrivare in cima al mondo, grazie ai successi nelle coppe europee e nella Coppa Intercontinentale. 
Aldo Allievi fa parte dell'Italia Basket Hall of Fame dal 2011.
Il 20 luglio 2020 suo figlio Roberto Allievi diventa presidente della Pallacanestro Cantù.